# Rakuita Vakalalabure
Ratu Rakuita Saurara Vakalalabure (nascido em 1962) é um advogado e ex-político das Fiji.
Foi eleito pela primeira vez para a Câmara dos Representantes em 1999 e na sequência das eleições após as convulsões políticas de 2000 foi candidato da Aliança Conservadora - Matanitu Vanua. Ele foi reeleito para a Câmara dos Representantes, vencendo na circunscrição eleitoral comunitária de Cakaudrove West na eleição parlamentar de 2001. Foi posteriormente nomeado vice-presidente da Câmara dos Representantes, mas em 5 de agosto de 2004, seria condenado a seis anos de prisão por seu papel no golpe de Estado de 2000, porém, a sentença foi reduzida numa apelação bem sucedida.